# 非活性氣體
惰性氣体（inert gas）也稱為非活性氣体、無活性氣體或不反應氣體，是在一定條件下不會發生化學反應的氣體。
元素周期表上的18族元素一般條件和許多物質不會有化學反應，以往惰性氣體就是指這些元素。而「惰性氣體」一詞也要視其情境而定，因為上述的「惰性氣體」在特定情形下也會反應，也有些惰性氣體不屬於18族元素，例如氮氣。惰性氣體也可能是化合物。
純化的氮氣及氬氣常作為惰性氣體使用，因為在自然界的豐度高（大氣中氮氣佔78%，氬氣佔1%），而且成本低廉。
在一些情形下（例如焊接）中會用惰性氣體作為保護用氣體，以避免不希望出現的反應（例如接觸空氣中氧氣產生的氧化，或是接觸水氣的水解）。

## 製備
惰性氣體可以用空氣分餾的方式製備。若針對特殊的應用，可以用現場的產生器製備，此作法常用在海上的化學品運輸船或是石化產品運輸船。實驗室也會有台式的惰性氣體產生器。

## 應用
惰性氣體具有不容易發生化學反應的特點，因此可以用來避免一些不希望發生的反應。例如食物可以用惰性氣體充填以隔絕氧氣，避免細菌生長，也可以避免因為接觸空氣中的氧氣而造成的氧化（例如食用油接觸氧氣後的酸敗）。在食品工業中，充填惰性氣體是屬於被動防腐的作法，和苯甲酸钠（抗微生物劑）或是BHT（抗氧化剂）主動防腐的作法不同。
一些歷史文件也會放置在惰性氣體中，避免文件的降解。例如美国宪法的正文是存放在有調節濕度的氬氣中。以往會使用氦氣，不過因為氦氣擴散出來的速率比氬氣要快很多，因此不再使用。
惰性氣體也使用在化學工業中。在化工廠內，有些反應會在惰性氣體下進行，可能是反應本身需要在無氧的條件下進行，也可能為了減少失火的可能，或避免產生不想要的生成物。在這類的化工廠或煉油廠中，輸送管路或是容器會用充填惰性氣體來驅氣，避免形成容易爆炸的氣體。若是實驗室內，化學家在進行一些空气敏感物質的實驗時，會使用空气隔绝技术，也就是在惰性氣體環境下進行相關實驗或反應。

### 船上的惰性氣體系統
2016年1月1日起，8000噸以上的油輪需要有惰性氣體系統，可以利用煙氣系統（flue gas system），或是在惰性氣體產生器中燃燒煤油，以其廢氣供作惰性氣體。惰性氣體系統的目的是避免儲油槽或是管道內的氣體發生氣體燃燒的危險。惰性氣體系統會讓油槽內的氧氣濃度在5%以下（油輪的規格，若是石化制品船、LNG船或是石化氣體船需要更低），因此其中碳氫化合物和氧氣的混合氣體會因為碳氫化合物相對氧氣的濃度過高而無法燃燒。在卸放及裝運石化製品時，最容易產生碳氫化合物的氣體，因此惰性氣體系統格外重要。惰性氣體也用來排除儲氣槽中的揮發性氣體。
煙氣系統會利用鍋爐的廢氣作為其氣體來源，因此需調節鍋爐中的燃料/氧氣比，讓廢氣有理想的惰性氣體性質。若空氣太多，廢氣中的氧氣會超過5%，若燃料太多，廢氣中會有過量的易燃碳氫化合物氣體。之後煙氣會透過洗滌塔洗滌並且冷卻。會有許多的設備來避免壓力過大，並將碳氫化合物過多或是氣體過多的氣體送回鍋爐。
石化制品船或是石化氣體船的惰性氣體，其氧氣濃度要在1%以下，因此不能利用煙氣系統提供惰性氣體，需要惰性氣體產生器。惰性氣體產生器包括燃燒室、利用風扇的洗滌單元，以及冷卻單元來冷卻惰性氣體。系統中也有乾燥單元，以乾燥惰性氣體。石化氣體船的的貨艙沒有被惰化，不過其周圍的空間都被惰化，因此可以讓貨艙維持小體積，方便貨艙冷卻，而其周圍充滿惰性氣體，提供防爆保護。

### 焊接
在鎢極氣體保護電弧焊（GTAW）中會使用惰性氣體保護鵭電極不受到氧化，也保護（因電弧）熔融的液體金屬不會和空氣中的氣體反應，使凝固的熔池產生孔隙。在焊接非鐵金屬的熔化极气体保护电弧焊（GMAW）時也會使用惰性氣體。有些氣體不太會視為惰性氣體，但因為和惰性氣體一樣不太會參與反應，在一些情形用來代替惰性氣體使用。若可以找到便宜又常用的偽惰性氣體，在應用上相當的方便。例如有時會用二氧化碳加入GMAW使用的惰性氣體中，因為二氧化碳不會和熔池中熔融的液體金屬，但是會和電弧反應。若GMAW的惰性氣體加入的二氧化碳越多，焊接的穿透力越強。二氧化碳的量和GMAW中使用的移行（transfer）方式有關。例如在噴弧移行中最常使用的惰性氣體是90%的氬以及10%的二氧化碳（依氣體供應商而有許多不同的名稱）。

### 潛水
在潜水時沒有代謝活性的惰性氣體也是呼吸用氣體的一部份，其用途是稀釋呼吸用氣體。惰性氣體也會和潛水人員造成影響，不過大部份是物理性的效果，例如減壓症中因為惰性氣體氣泡造成的組織損傷。呼吸用氣體中最常見的惰性氣體是氦氣。